# Osso piramidale
L'osso piramidale (o triquetro), detto così perché la sua forma ricorda quella di una piramide, è un osso breve del carpo posto nella fila prossimale del carpo medialmente all'osso semilunare e dorsalmente all'osso pisiforme, coi quali instaura due artrodie. Si articola inoltre distalmente con l'osso uncinato mediante un'artrodia. Prossimalmente prende invece rapporto con il legamento triangolare nella cavità glenoide radiale.

## Descrizione
L'osso piramidale ha forma irregolarmente cubica, offrendo alla descrizione sei facce, delle quali una prossimale, una distale una mediale, una laterale, una dorsale ed una palmare. La superficie prossimale presenta una superficie articolare convessa che, assieme alle superfici articolari prossimali del navicolare e del semilunare, contribuisce a formare il condilo dell'articolazione radio-carpale.
La superficie laterale e quella distale presentano rispettivamente la superficie articolare semilunare e la superficie articolare uncinata del piramidale, due faccette articolari continue e rivestite di cartilagine mediante le quali l'osso piramidale si articola con l'osso semilunare e l'osso uncinato nell'articolazione mediocarpale formando due artrodie.
La superficie mediale riceve l'attacco del legamento collaterale ulno-carpale e del legamento collaterale mediocarpale mediale.
Infine le superfici palmare e dorsale offrono attacco ai legamenti mediocarpali  amato-piramidali e ai legamenti intercarpali lunato-piramidali.
La superficie palmare presenta inoltre una piccola superficie articolare di forma circolare e rivestita di cartilagine ialina, detta faccetta articolare piso-piramidale del piramidale mediante la quale si articola col pisiforme nell'articolazione piso-piramidale.